# Columbus (estátua)
Columbus é uma estátua histórica situada na avenida Elmwood, na Columbus Square. A estátua de bronze fundido com prata esterlina está localizada na capital do estado de Rhode Island, Providence, e foi criada pela companhia Gorham Manufacturing para a Exposição Universal (Columbian Exposition) de 1893 em Chicago.
A estátua original de prata foi derretida pois não era para exibição permanente, mas sim para demonstrar as habilidades da companhia de Gorham. Por sua vez, a estátua de bronze foi dedicada como um presente da Associação Elmwood à cidade em 8 de novembro de 1893. Encontra-se sobre uma base de granito no centro de um gramado triangular na intersecção das avenidas Reservoir e Elmwood. A estátua que apresenta Cristóvão Colombo foi criada em 1893 por Frédéric Auguste Bartholdi e adicionada ao Registro Nacional de Lugares Históricos em 2001.

## História
Columbus situa-se na avenida Elmwood e foi produzida pela companhia Gorham Manufacturing. A estátua de bronze fundido com prata esterlina foi encomendada ao mestre escultor Frédéric Auguste Bartholdi para a Exposição Universal de 1893 em Chicago. Para a próxima exposição, Gorham queria uma peça de demonstração para mostrar a habilidade de sua fundição e solicitou à Bartholdi para criar uma estátua de Cristóvão Colombo. O modelo completo foi enviado através do Oceano Atlântico por 30 mil onças de prata para ser entregue na cidade de Providence, Rhode Island. O processo de fundição foi um evento cerimonial, no qual os convidados "festejaram enquanto assistiam o processo". Os funcionários de Gorham acompanharam e embarcaram a estátua para Chicago através de transporte ferroviário. Ela serviu como uma peça de demonstração na exposição, mostrando a habilidade de sua fundição na tarefa difícil de esculpir um trabalho em prata esterlina. Após a exposição, a estátua retornou a Providence, onde foi derretida: uma estátua de prata era impraticável como uma escultura permanente em local público e a peça já havia cumprido seu propósito de celebração e demonstração.
Em 1893, uma estátua de bronze de Colombo foi criada pela empresa de Gorham e presenteada para a cidade de Providence pela Associação Elmwood, um grupo cívico de um bairro perto de Gorham. Sabe-se que Bartholdi visitou Newport em 1893, mas não se sabe se ele estava envolvido na produção da estátua de bronze, que foi dedicada em 8 de novembro de 1893 às 14h30. O professor Alonzo Williams foi responsável por apresentar a estátua para a comunidade e o prefeito Potter respondeu "em nome da cidade". A música foi fornecida pela Reeves American Band e a canção Columbus foi interpretada. Por sua vez, a oração foi realizada pelo reverendo H. W. Rugg e um coro de crianças cantou My Country, 'Tis of Thee. A escritura do local da escultura foi, originalmente, atribuída à cidade de Cranston por Joseph Cooke em 24 de maio de 1824. Posteriormente, a cidade de Cranston reatribuiu a escritura a Providence em 1868, e o local da estátua foi renomeado para Columbus Park em 1893.
Em 12 de outubro (Dia de Colombo) de 2010, a estátua foi desfigurada com tinta vermelha junto com um sinal com a palavra "assassino" escrita na altura da cintura. Outros atos de vandalismos voltaram a acontecer em 2015 e 2017, gerando questões por parte da mídia quanto à adequação de honrar Colombo com uma estátua pública.

## Design
A estátua de bronze que retrata a figura de Cristóvão Colombo mede aproximadamente 2 m (6,56 ft) de altura por 1,4 m (4,59 ft) de largura e profundidade e está fixada em uma simples base cúbica de granito cinza de Westerly que mede 1,6 m (5,25 ft) por 1,62 m (5,31 ft). A indicação do Registro Nacional de Lugares Históricos descreve: "O explorador é pego no meio passo, o pé esquerdo pisando a base. Na mão esquerda ele segura um globo; o braço direito está levantado e seu dedo indicador apontando como se estivesse dando uma ordem ou avistando terras. Colombo usa uma túnica curta; um cinto largo envolvendo a cintura; um segundo cinto do quadril que guarda uma espada. Um casaco curto e completo que levanta-se com o vento aparece em volta da figura, e ele usa um chapéu de abas largas. Há uma bobina de linha a seus pés". A palavra "Columbus" está escrita na frente da base quadrada, por sua vez os anos de 1492 e 1893 estão gravados no lado direito e esquerdo, respectivamente.
A estátua, em geral, está em bom estado, mas tem algumas pequenas rachaduras na figura de Colombo e as extremidades das grinaldas de bronze estão faltando. A base também está em boas condições, com apenas algumas lascas na borda inferior, que podem ser observados na indicação.

## Importância
A inscrição do Registro Nacional de Lugares Históricos lista a estátua de acordo com os critérios A e C. O critério A exige que a propriedade contribua para o padrão principal da história americana enquanto o critério C diz respeito às características distintivas de sua arquitetura e construção, incluindo um grande valor artístico ou ser uma obra de um mestre. A base para o cumprimento do critério A é que a obra é um exemplo de grande estátua da Gorham Manufacturing Company. Columbus também foi listada sob o critério C, servindo como exemplo de obra do trabalho de Auguste Bartholdi. A estátua não foi movida de sua localização original, entretanto o "significado do trabalho não depende da sua configuração, mas é abrangido dentro do próprio objeto". Columbus foi adicionada ao Registro Nacional de Lugares Históricos em 19 de outubro de 2001.
Embora a estátua de bronze seja uma cópia da obra original de prata, a própria foi declarada obra-prima porque "a vida e o vigor estão implícitos em cada linha e característica, e o efeito geral é de grande beleza." Em relação à obra original de prata, James Wilson Pierce a declarou como uma obra de arte exemplar que supera todas as outras esculturas de Cristóvão Colombo nos Estados Unidos.